# 青龍橋駅
青龍橋駅（せいりゅうきょうえき）は中華人民共和国北京市延慶区八達嶺鎮に位置する中国国鉄北京鉄路局が管轄する駅である。

## 所属路線
- 中国国鉄
  - 京包線：北京駅起点より82km、包頭駅終点まで750km

## 駅構造
- 単式ホーム2面の地上駅である。本駅はスイッチバック式で折り返す形である[1]。

## 駅周辺
- 詹天佑銅像[2]
- 万里の長城
- 省道216号

## 歴史
- 1908年 - 開業した[3]。
- 1960年 - 青龍橋西駅が開業し、包頭方面への下り列車のみ扱う様になった。

## ギャラリー

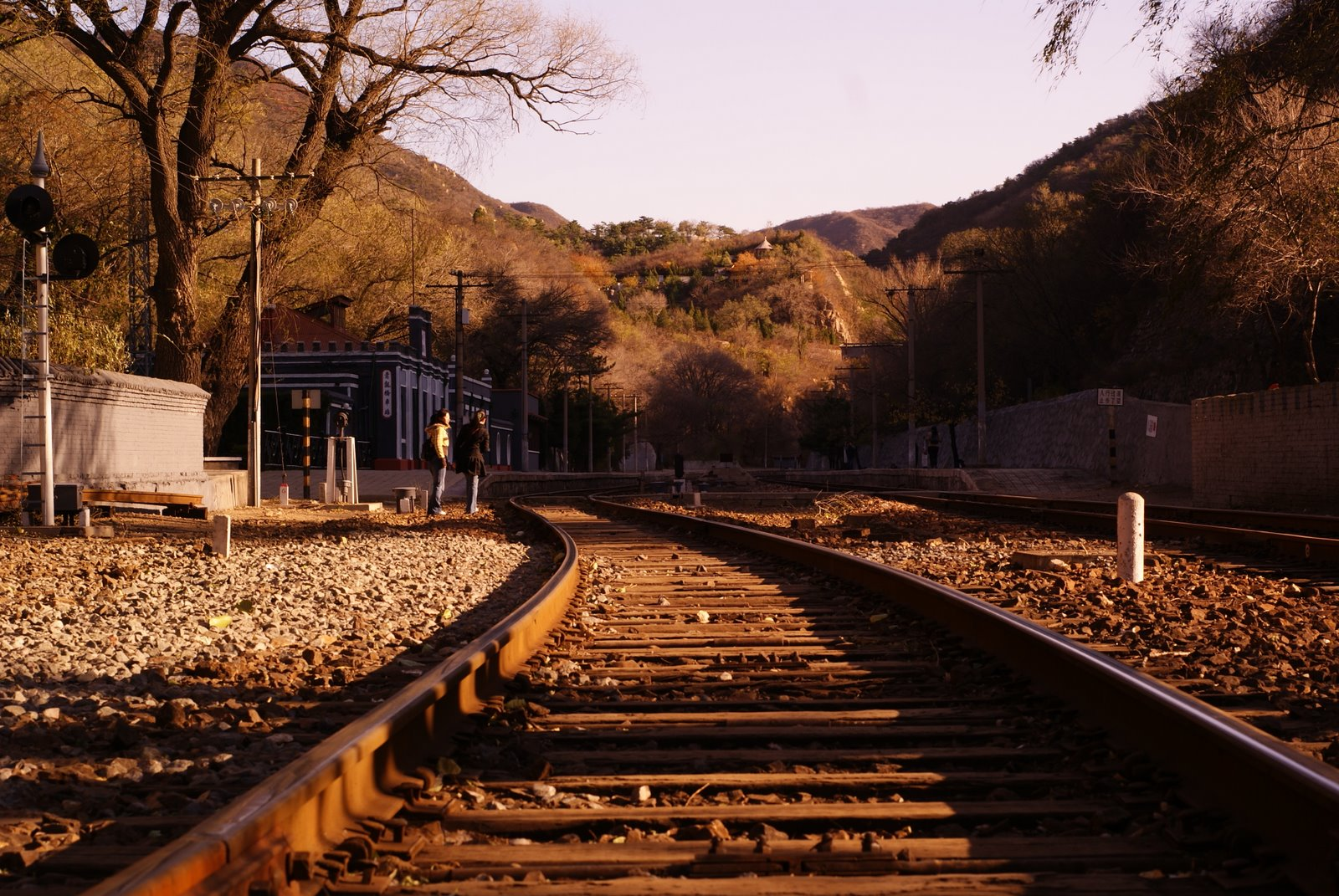
駅構内
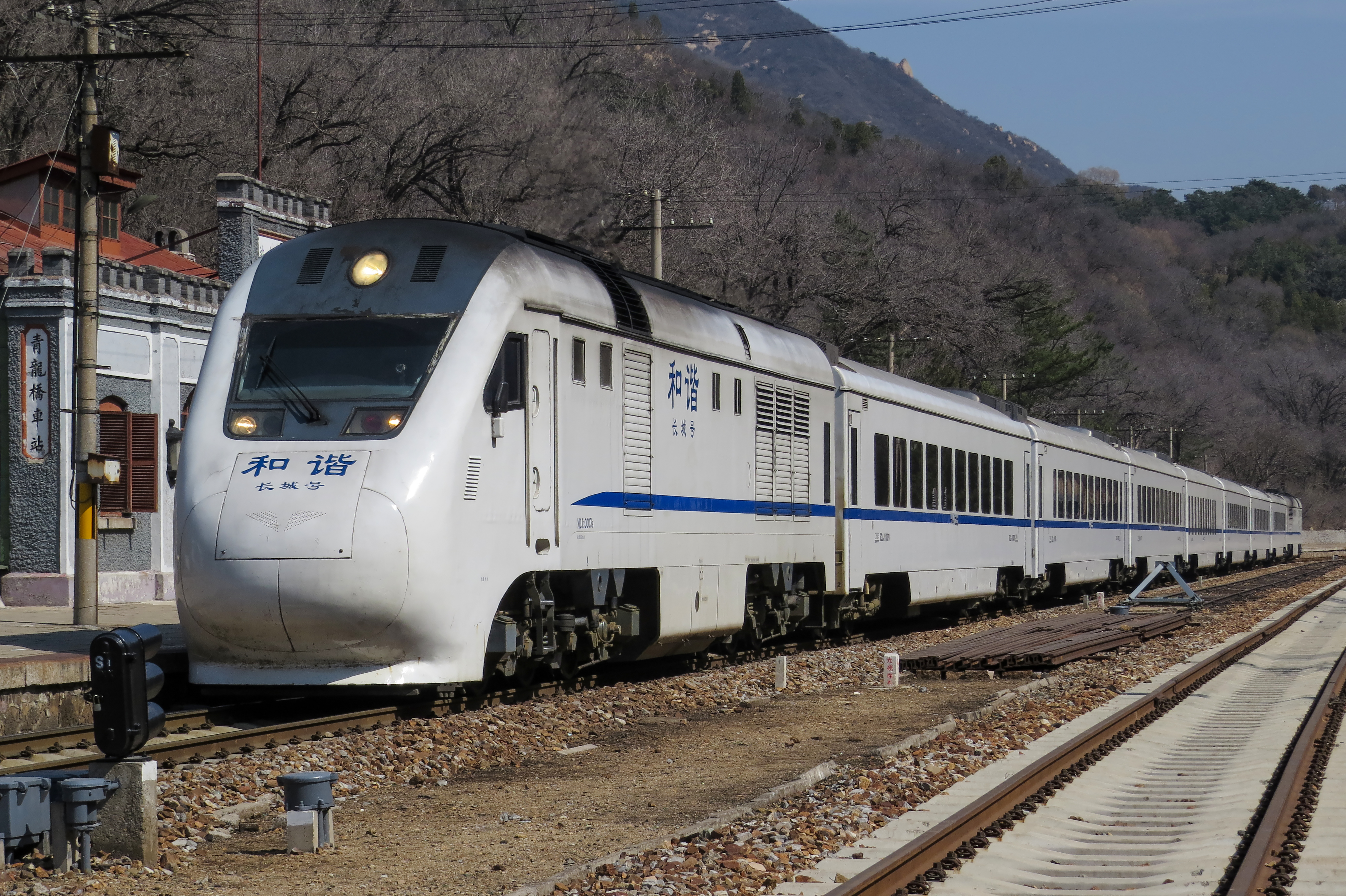
青龍橋駅に停車中の北京市郊外鉄道S2線列車
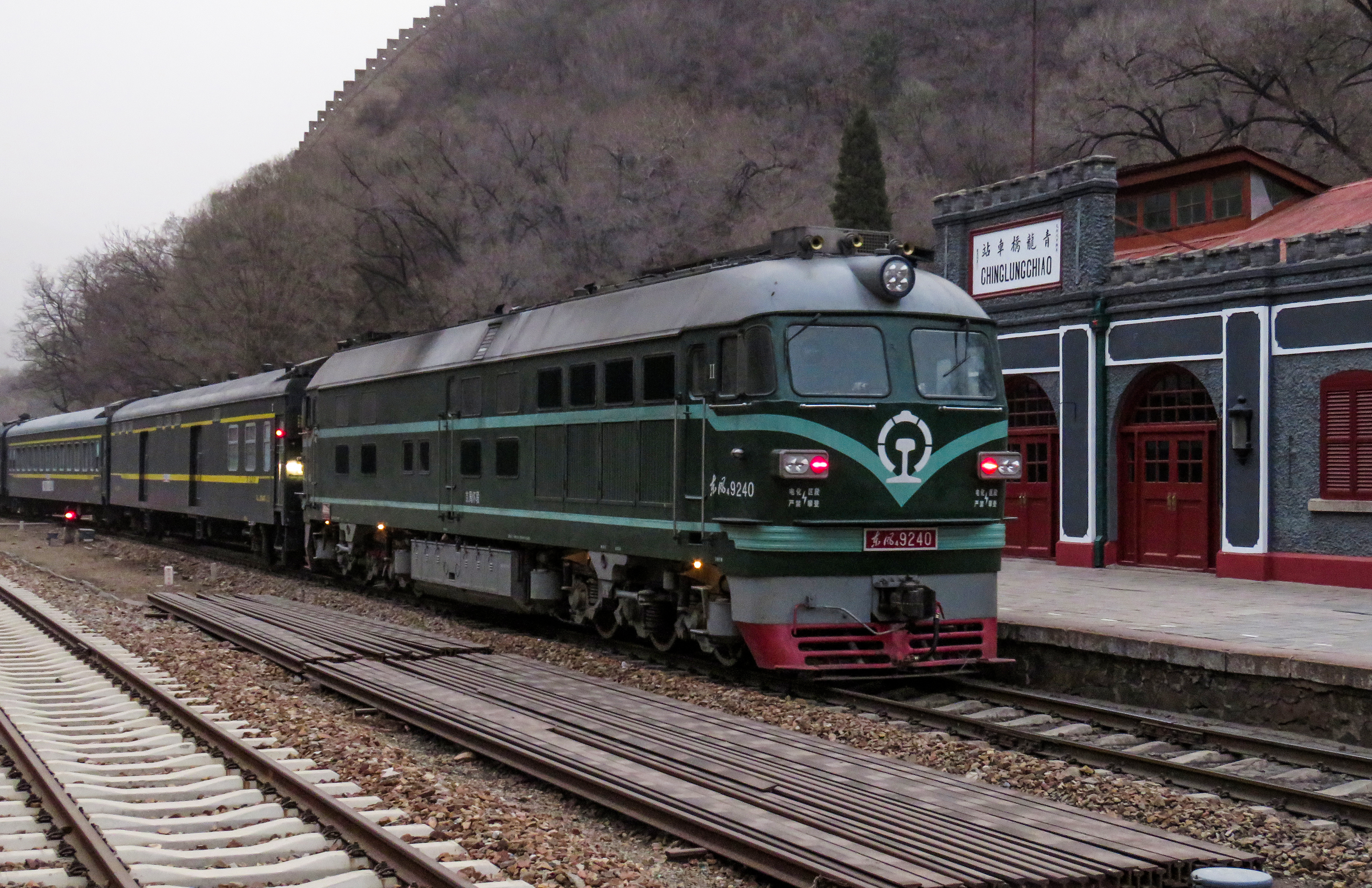
青龍橋駅から発車する1456次列車

## 隣の駅
中国国鉄
京包線（京張線）
三堡駅- 青龍橋駅 - 八達嶺駅